# 中村由真 くちべに・ルック・アウト!
中村由真 くちべに・ルック・アウト!（なかむらゆま くちべにルックアウト）は、1990年4月から1991年3月まで放送されていたラジオ番組。
本項では、この前身として1989年4月から1990年3月まで放送されていた『中村由真のマジカルYUMAランド』（なかむらゆまのマジカルゆまランド）についても併せて説明。

## 概要
本番組は中村由真のメインパーソナリティ番組で、キー局を持たない番組制作会社製作の番版番組。親局の出力が5kwである地方局のみで放送されていた『シンセン☆キラキラナイト』の木曜日枠で放送。ただ秋田放送においては、同局の編成の都合で1989年4月からの6か月間及び1990年4月からの6か月間は曜日を変更して放送されていた。
1990年4月改編を以って、「『マジカルYUMAランド』の時とは違った中村由真を打ち出す」ことを目的として『くちべに・ルック・アウト!』にタイトルを変更して内容も大きくリニューアル。
『マジカルYUMAランド』時代は、はがきが採用されたリスナー全員に、毎月以下の月替わりの「YUMAグッズ」が贈られていた。なお贈られていたものは全員平等に同じものである。
- 1989年9月：中村由真コンサートグッズ[4]
- 1989年10月：スタジオ内で撮影した生写真セット[5]
- 1989年12月：中村由真直筆サイン入りクリスマスカード[6]
- 1990年1月：中村直筆の年賀状[7]
- 1990年2月：中村由真ロゴ入りアタッチメントペン[8]
他
- この他にテレホンカード、パンフレットの時もあった[3]。

リスナー層は、中学・高校生中心で、20歳くらいまでの男子が全体の7割というデータがある。

## 主なコーナー

### マジカルYUMAランド
ゆんまさんは今日も元気です
- 当時中村の元にいた猫の「ゆんま」が子猫を産んで母親になったという話から出来たコーナーで、リスナーからペットにまつわるエピソードを募集[9]。

うめぼし姫の涙
- リスナーから大嫌いな物や人物などにまつわるエピソードを募集して紹介[4]。中村自身が梅干し嫌いなことからこのコーナータイトルになった[3]。

やっぱり由真が好き！
- 1989年10月からのコーナー。中村の曲のリクエストとそれにまつわる思い出やエピソード、本人への要望、「由真ちゃんのためにこんなことをしている」といったファンとしての意気込みのアピールなどを募集[10]。

由真トピア
- 中村自身に関する情報とリスナーからの本人への質問に答えるコーナー[3]。

コンタクト・スコープ
- リスナーからの悩みや相談に回答[3]。

ひゃーこわい由真の館
変な奴寄っといで
YUMA BEST10
- リスナーが選ぶランキング[6]。

由真をドライブに連れてって
- 当時運転免許を取得したばかりの中村のための企画。スタジオを出て車である場所まで向かい、そこから野外収録を実施した[8]。

### くちべに・ルック・アウト!
10カラットのダイヤモンド
- 主にゲストとのトーク。ゲストにはタレントだけでなくマネージャー、メイクアップ担当などスタッフまで入ることもあった[11]。

水の星座・風の星座
- リスナーから送られて来た、おいしい店など地元の得する情報の紹介、リクエスト曲の紹介など[11]。

ちょっぴりおしゃれしていこうかな
- おしゃれな洋服や小物などを話題としたお便りに答える[12]。

## ネット局
（出典：）
「シンセン☆キラキラナイト」枠内での放送
- 秋田放送
  - 木曜 24:00 - 25:00 （1989年10月 - 1990年3月／1990年10月 - 1991年3月）
  - 火曜 24:00 - 25:00 （1989年4月 - 1989年9月）[注釈 1]
  - 水曜 24:00 - 25:00 （1990年4月 - 1990年9月）[注釈 1]
- 福井放送：木曜 22:30 - 23:00
- 山口放送：木曜 23:00 - 23:20 （1989年4月 - 1990年3月）→ 木曜 23:30 - 23:50 （1990年4月 - 1991年3月）
- 高知放送：	木曜 24:30 - 25:00 （1989年4月 - 1990年9月）→ 木曜 24:15 - 25:00 （1990年10月 - 1991年3月）

「シンセン☆キラキラナイト」枠外で単独での放送
- 山形放送[注釈 2]：日曜 22:00 - 22:30 （1989年4月 - 1989年9月）／水曜 22:00 - 22:30 （1990年4月 - 1991年3月）
- ラジオ福島：日曜 24:30 - 25:00 （1989年4月 - 1989年9月）
- 茨城放送：木曜 19:00 - 19:30 （1989年4月 - 1989年9月）／日曜 21:10 - 21:25 （1990年10月 - 1991年3月）
- KBS京都：月 - 金 22:35 - 22:45 （1989年4月 - 1990年3月）[注釈 3]
- 西日本放送：土曜 21:30 - 21:50 （1989年10月 - 1990年3月）
- 熊本放送：水曜 24:25 - 24:55 （1990年4月 - 1990年9月）
- 北陸放送：火曜 21:20 - 21:50 （1990年10月 - 1991年3月）